# Khaled Khaled
Khaled Khaled è il dodicesimo album in studio del produttore discografico DJ Khaled, pubblicato il 30 aprile 2021 da We the Best Music ed Epic Records.
L'album vede collaborazioni con 29 diversi artisti.

## Antefatti
Dopo la pubblicazione nel 2019 dell'album Father of Asahd, DJ Khaled ha cominciato, nel 2020, la produzione del successivo album in studio. Il 15 luglio 2020 ne ha annunciato il titolo e due giorni dopo ha pubblicato contemporaneamente i primi due singoli estratti, entrambi in collaborazione con Drake intitolati Popstar e Greece. Nel corso dei mesi ha tenuto aggiornati i fan tramite i social sulla realizzazione del progetto e il 28 aprile ne ha annunciato l'uscita ed ha rivelato l'elenco delle tracce, mettendo a conoscenza i fan solo il giorno dopo dell'aggiunta della brano Big Paper in collaborazione con Cardi B.

## Copertina e titolo
Il titolo dell'album prende il nome dal vero nome di DJ Khaled, Khaled Khaled. È stato prodotto da lui stesso, dai suoi due figli Asahd e Aalam Tuck Khaled. Nell'album è stato accreditato anche Allah come produttore esecutivo per una questione di credo religioso della famiglia Khaled e di spiritualità nell'Islam. Nella copertina DJ Khaled viene ritratto al centro, inginocchiato e di profilo in posizione di preghiera e ai lati i due figli Ashad, a sinistra e Alam a destra. La fotografia è stata realizzata da Jonathan Mannion.

## Tracce
1. Thankful (feat. Lil Wayne e Jeremih) – 5:38 (Khaled Khaled, Dwayne CarterJr., Jeremy Felton)
2. Every Chance I Get (feat. Lil Baby e Lil Durk) – 3:56 (Khaled, Dominique Jones, Durk Banks, Brytavious Chambers)
3. Big Paper (feat. Cardi B) – 2:39 (Khaled, Belcalis Almanzar)
4. We Going Crazy (feat. H.E.R. e Migos) – 3:16 (Khaled, Gabriella Wilson, Quavious Marshall, Kirshnik Ball, Kiari Cephus)
5. I Did It (feat. Post Malone, Megan Thee Stallion, Lil Baby e DaBaby) – 2:45 (Khaled, Austin Post, Megan Pete, D. Jones, Jonathan Kirk)
6. Let It Go (feat. Justin Bieber e 21 Savage) – 2:45 (Khaled, Justin Bieber, Shayaa Abraham-Joseph e Robin Weisse)
7. Body In Motion (feat. Bryson Tiller, Lil Baby e Roddy Ricch) – 5:06 (Khaled, Bryson Tiller, D. Jones, Rodrick MooreJr.)
8. Popstar (feat. Drake) – 3:20 (Khaled, Aubrey Graham, Ozan Yildirim,  David Ruoff)
9. This Is My Year (feat. A Boogie wit da Hoodie, Big Sean, Rick Ross e Puff Daddy) – 4:27 (Khaled, Artist Dubose, Sean Eerson, William Roberts II e Sean Combs)
10. Sorry Not Sorry (Harmonies by the Hive) (feat. Nas, Jay-Z e James Fauntleroy) – 4:18 (Khaled, Nasir Jones, Shawn Carter, James Fauntleroy II e Beyoncé Knowles-Carter)
11. Just Be (feat. Justin Timberlake) – 3:44 (Khaled e Justin Timberlake)
12. I Can Have It All (feat. Bryson Tiller, H.E.R. e Meek Mill) – 4:30 (Khaled, Tiller, Wilson e Robert Williams)
13. Greece (feat. Drake) – 3:39 (Khaled, Graham, Yildirim, Calvin Tarvin, Elijah Maynard, Peter Eddins)
14. Where I Come From (feat. Buju Banton, Capleton, Bounty Killer e Barrington Levy) – 3:42 (Khaled, Mark Myrie, Clifton Bailey III, Rodney Price e Barrington Levy)

Note
- Tutte le tracce sono stilizzate in maiuscolo (per esempio la traccia Thankful è resa come THANKFUL).
- Sorry Not Sorry (Harmonies by the Hive) contiene la parti vocali di Beyoncé, accreditata anche come co-scrittrice del brano.[11]
- Thankful contiene un campione del brano Ain't No Love in the Heart of the City di Bobby Blad del 1974.[12]
- We Going Crazy contiene un campione del brano Children Of The Sun dei Mandrill del 1972.[13]
- I Did It contiene un campione del brano Layla eseguita dai Derek and the Dominos nel 1970.[14]
- I Can Have It All contiene un campione del brano Whole Lotta Something Going On di Raphael Ravenscroft del 1979.[15]

## Classifiche

### Classifiche settimanali
| Classifica (2021) | Posizione massima |
| ----------------- | ----------------- |
| Australia         | 7                 |
| Austria           | 20                |
| Belgio (Fiandre)  | 23                |
| Belgio (Vallonia) | 59                |
| Canada            | 2                 |
| Danimarca         | 5                 |
| Finlandia         | 14                |
| Francia           | 38                |
| Irlanda           | 12                |
| Islanda           | 12                |
| Italia            | 27                |
| Lituania          | 11                |
| Norvegia          | 3                 |
| Nuova Zelanda     | 7                 |
| Paesi Bassi       | 8                 |
| Regno Unito       | 10                |
| Repubblica Ceca   | 26                |
| Slovacchia        | 7                 |
| Spagna            | 61                |
| Stati Uniti       | 1                 |
| Svezia            | 14                |
| Svizzera          | 16                |

### Classifiche di fine anno
| Classifica (2021) | Posizione |
| ----------------- | --------- |
| Stati Uniti       | 83        |